# Демографічні втрати України в першій половині XX століття
Демографічні втрати України в першій половині XX століття — кількісна оцінка демографічних втрат України внаслідок сукупності демографічних катастроф, які спіткали українське суспільство у першій половині XX століття внаслідок міждержавних і громадянських воєн, терору голодом, масових репресій і депортацій.
Демографічні втрати України були спричинені двома світовими війнами, громадянськими війнами, трьома голодоморами, репресіями та численними масовими депортаціями.
Переважно з методологічних міркувань демографічні втрати України в першій половині XX століття поділяють на демографічні втрати першої та другої чвертей XX століття.

## Перша чверть XX століття
Брак даних про демографічну ситуацію в Україні особливо відчувається стосовно першої чверті XX століття. Демографічні втрати, спричинені Першою світовою війною і Національно-визвольною війною в Україні 1917—1921, не вдається підрахувати навіть приблизно (статистичні служби держав, до яких входили українські етнічні землі, не оперували категорією «українці», а українські органи статистичного обліку внаслідок короткочасності існування національної державності не змогли розгорнути своєї роботи). Орієнтирами для цього періоду є наступні цифри.
Цілісний масив українських земель 1914 становив 739 тис. км² (площа сучасної України 604 тис. км²). За підрахунками М. Шаповала (1927) і більш пізніми оцінками В. Кабузана (1981), на українських землях у 1914 році проживало 46 млн осіб, з них — 32,7 млн українців. Отже, українські землі за кількістю населення, що на них проживало, 1914 р. поступалися двом країнам Європи — Німеччині (68 млн осіб) і Великій Британії (47 млн осіб).
Під час Першої світової війни і в роки спричинених нею соціальних катаклізмів аж до 1920 року включно на українських землях відбувалися значні переміщення населення, тому не існує достовірних даних ні про тогочасну народжуваність і смертність, ні про добровільну та примусову міграцію.

### Голодомор в Українській СРР у 1921—1923
Справжня кількість жертв Голодомору 1921—1923 в УСРР залишається невідомою. За оцінкою наркома здоров'я УСРР (а вона спиралася на дані вибіркового опитування селянських господарств навесні 1922 кореспондентськими пунктами Центрального статистичного управління УСРР, яке проводилося, однак, лише в частині постраждалих від голоду південних губерній), взимку 1921—22 в УСРР загинуло 235 тис. осіб. Екстраполяція цих даних на весь масив постраждалих від голоду українських земель виводить оцінку загальних втрат на величину 300—350 тис. осіб.
Завдяки діяльності Американської адміністрації допомоги та інших доброчинних організацій, яка була розгорнута 1922, вдалося врятувати від голодної смерті десятки тисяч селян. Відомо, зокрема, що восени 1922 на півдні України допомогу одержували не всі, а лише близько половини голодуючих дітей: таких було 944 тис. осіб.
Відтоді, як спалахнула Перша світова війна, і для наступного періоду в понад 10 років, з високим ступенем достовірності можна твердити лише те, що наприкінці 1920-х рр. приріст народонаселення на українських землях тільки компенсував демографічні втрати 1914—23 років.

## Друга чверть XX століття
На відміну від першої чверті XX століття, демографічна картина на українських землях у другій чверті цього ж століття зафіксована кількома переписами населення. Ці переписи засвідчують, що Україна (в тотожних сучасним кордонах) 1930 мала 41 млн 776 тис., а 1959 — 41 млн 869 тис. жителів. Корекція останньої цифри із врахуванням того факту, що частина українських земель (Холмщина, Підляшшя, Посяння, Лемківщина і Кубань), які вважаються належними до українського етнографічного масиву, але через різні причини не входять до складу сучасної України, дає значення, що не перевищує 46 млн. Отже, чисельність населення 1959 на всьому масиві українських земель була меншою, ніж 1914. Природний приріст населення тільки на початку 1960-х рр. компенсував демографічні втрати України 1930—47 рр.
Після Другої світової війни УРСР за територією посідала перше місце в Європі (якщо не враховувати двох євразійських країн — Росії і Туреччини), але за кількістю населення вона стала поступатися не тільки Німеччині (територія якої істотно зменшилася після двох світових воєн) і Великій Британії, а й Франції та Італії.

### Голодомор в Українській СРР у 1932—1933
Оцінки демографічних втрат від Голодомору 1932—1933 років в УСРР тривалий час були експертними оцінками, оскільки дані статистики радянська влада тримала в суворій засекреченості. Покладаючись на динаміку чисельності народонаселення, яку показували всесоюзні переписи 1926 і 1939, В. Кубійович оцінював втрати від голодомору цифрою в 2,5 млн осіб (у кордонах УСРР). Інший вчений з української діаспори, економіст В. Голубничий, твердив, що кількість жертв не може перевищувати 3 млн осіб. Публіцисти називали цифри від 7 до 15 млн осіб. 1990 у книзі «Голод 1932—1933 років на Україні: очима істориків, мовою документів» уперше був опублікований розрахунок, що спирався на щойно тоді відкриті архівні дані репресованого Й. Сталіним перепису 1937, а також на дані про динаміку народжуваності, смертності й міжреспубліканської міграції за період між переписом 1926 і переписами 1937 та 1939 (стосовно методики цих розрахунків не було висловлено принципових заперечень на семінарі провідних демографів світу, що проходив у січні 1995 у Канаді в м. Торонто). Ці розрахунки показують:
1) прямі втрати від голоду, спричиненого зимовими хлібозаготівлями 1931—32 рр., становили в УСРР 144 тис. осіб, а загальні втрати, в тому числі й ненароджених, — 443 тис. осіб;
2) прямі втрати від голодомору, спричиненого зимовими хлібозаготівлями 1932—33 рр. і конфіскацією в селян усіх продовольчих запасів, становили 3—3,5 млн осіб, сумарні ж втрати (прямі й опосередковані) — 4 млн 649 тис. осіб.
Отже, зважаючи на неточність вихідних даних, демографічні втрати УСРР від голодомору 1931—33 найімовірніше становлять 4,5—5 млн осіб. (Сотні тисяч осіб, і серед них найбільше українців, загинули під час голодомору 1931—33 рр. на Північному Кавказі; розрахунки по цьому регіонові не проводилися, хоч доступ до демографічної статистики доби СРСР залишається в РФ відкритим.)
На згаданому семінарі в Торонто були оприлюднені й результати інших розрахунків демографічних втрат України від колективізації сільського господарства, голодомору і репресій, виконаних за іншими. методиками. Вони різняться між собою, але узгоджуються з наведеними вище втратами від голодомору.
За розрахунками С. Пирожкова (Київ), загальні демографічні втрати України (від колективізації, голодомору, сталінських репресій та інших чинників) між 1929 і 1939 роками становлять 5,8 млн осіб. С. Максудов (Кембриджський університет, Велика Британія) для періоду між переписами 1926 і 1937 назвав меншу цифру втрат — 4,3 млн осіб, однак його розрахунок не враховував втрат від «великого терору» 1937—38 рр.
Багато своїх праць присвятив дослідженню так званого розриву Курмана сучасний демограф С. Віткрофт (Мельбурнський університет, Австралія). Мова йшла про те, що зафіксоване центральним управлінням народно-господарського обліку (ЦУНГО) СРСР по роках у період між переписами 1926 і 1937 зростання народонаселення (народжуваність мінус смертність) перевищувало те зростання цього ж показника, яке випливало із зіставлення результатів переписів 1926 і 1937 років. Різниця визначалася цифрою у 8 млн осіб і була названа за прізвищем заступника начальника відділу населення та охорони здоров'я ЦУНГО СРСР М. Курмана, який першим зробив спробу пояснити, куди поділися мільйони радянських громадян, присутність яких нібито «не помітив» перепис 1937 року. Підсумкові результати досліджень С. Віткрофта у вигляді статистичної розвідки «Про демографічні свідчення трагедії радянського села в 1931—1933 рр.» російський вчений-аграрник В. Данилов помістив у вигляді додатку до 3-го тому редагованого ним 5-томного збірника документів і матеріалів «Трагедия советской деревни. Коллективизация и раскулачивание» (2001). Масштаби підвищеної (поза звичайною) смертності в Україні 1933 С. Віткрофт оцінює в діапазоні від 3 до 3,5 млн осіб.

### Великий терор
«Великий перелом» в СРСР започаткував у країні протиселянські репресії у вигляді розкуркулення (з метою зігнати селян в колгоспи) і терору голодом (з метою змусити колгоспників добросовісно працювати за мізерну плату). Одночасно було розпочато репресії у середовищі міського населення. В Україні кампанія арештів з наступним ув'язненням або стратою набула особливих масштабів починаючи з 1933 року. Нова хвиля арештів піднялася у зв'язку з убивством С. Кірова в грудні 1934 р. Ця хвиля накрила собою весь СРСР. Загальносоюзного характеру набули також терористичні акції органів державної безпеки 1937—38, які на Заході відомі під назвою «Великий терор».
За даними професора Донецького університету В. Нікольського (2003), органами державної безпеки в Україні 1929—38 було заарештовано:
- 1929 — 29 916 осіб
- 1930 — 33 373 особи
- 1931 — 51 880 осіб
- 1932 — 74 849 осіб
- 1933—124 463 особи
- 1934 — 30 322 особи
- 1935 — 24 934 особи
- 1936 — 15 717 осіб
- 1937—159 573 особи
- 1938—106 096 осіб

Загальне число жертв чекістів за десять років перевищило 651 тис. осіб.
«Великий терор» був спрямований передусім проти інтелігенції. Було винищено майже всіх дореволюційних та значну частину радянських спеціалістів. Знайдено жахливі свідчення сталінського терору 1937—41 — масові поховання у Вінниці (див. Вінницька трагедія), у Биківні (Київ), Татарці (Одеса) тощо.

### Репресії в Західній Україні напередодні німецько-радянської війни
Після «визвольного походу» у 1939 Червоної армії в Західну Україну і Західну Білорусь було проведено чотириетапну депортацію всіх місцевих жителів, яких влада визнала для себе потенційно небезпечними. За розрахунками польських істориків, які спираються на інформацію, зібрану послом польського емігрантського уряду С. Котом 1941 року, загальна кількість репресованих (переважно депортованих) у передвоєнний час громадян Польщі перевищила 1 млн осіб, серед яких було до 60 % поляків, 20 % євреїв, до 20 % українців і білорусів. Однак за даними, одержаними С. Котом від тодішнього заступника наркома закордонних справ А. Вишинського, кількість депортованих була істотно меншою — 388 тис. осіб. Найбільш відомим прикладом репресій польських громадян є Катинський розстріл 1940 року. У перші тижні німецько-радянської війни 1941—1945 за розпорядженням з Москви згідно з постановою ЦК ВКП(б) від 5 березня 1940 року було проведено знищення політв'язнів і заарештованих за політичними звинуваченнями в тюрмах прикордонної смуги. У Західній Україні розстріляно від 40 до 50 тис. осіб.
Як показують останні дослідження польських істориків, що базуються на матеріалах радянських архівів, названа А. Вишинським цифра не так сильно, як раніше думали, відрізнялася від реальної. За оцінкою експертів, які проводили відповідне опрацювання архівних даних на замовлення Міністерства юстиції Польщі, радянські репресії 1939—41 років охопили 463 тис. польських громадян (військовополонені та інтерновані — 43 тис., заарештовані на східних кресах — 110 тис., депортовані — 310 тис. осіб). Отже, були репресовані майже півмільйона з 13 млн польських громадян, які опинилися після 1939 року в межах СРСР.

### Друга світова війна
Кількісну оцінку демографічних втрат СРСР у Другій світовій війні не раз уточнювали, в результаті чого величину цих втрат було збільшено (остання цифра — 26,6 млн осіб). Цифру демографічних втрат України в цій війні можна назвати лише приблизно, виокремивши її експертним шляхом з-поміж загальносоюзних і республіканських даних. Про масштаб втрат свідчить зменшення чисельності населення УРСР з 41 млн 657 тис. осіб на червень 1941 року до 27 млн 382 тис. осіб на початок 1945 року. Більшу частину цього зменшення становлять безповоротні втрати — близько 8 млн осіб або й більше. До них належать: фронтові втрати військовослужбовців Червоної армії (ці втрати в цілому були на порядок вищими від аналогічних втрат противника, що стало наслідком винятково жорстоких, а часом і необачних методів ведення війни радянськими воєначальниками); втрати партизанів (радянських та тих, які воювали під національними прапорами) у боротьбі між собою і з окупантами; втрати цивільного населення під час боїв і бомбардувань, через голодне виснаження та епідемії і втрати від геноциду окупаційного режиму (планомірного знищення військовополонених, масового винищення євреїв і циганів, вибіркового винищення населення на більшій частині території України, яка після переможного завершення війни мала відійти до Великонімеччини). Частина людей, евакуйованих у східні регіони СРСР і вивезених до Німеччини, не повернулася на Батьківщину. Ті, хто вижив у гітлерівських концтаборах, нерідко після війни потрапляли до ГУЛАГу й гинули там.
Сукупні (військові і цивільні) жертви війни на території України М. Коваль (Інститут історії НАН України) оцінював у 8 млн осіб. До цієї ж цифри ще раніше прийшов учений з української діаспори, професор Сорбонни (Франція) В. Косик, який користувався дещо іншим колом первинних джерел. Косик применшував кількість фронтових жертв порівняно з Ковалем на півмільйона, але перебільшував — теж на півмільйона — число цивільних жертв. Максимальні втрати воєнного часу можуть оцінюватися в 9 млн осіб. Проте ця цифра менш імовірна, ніж розрахунки М. Коваля або В. Косика.
Україна, як стверджував В. Косик, займала за втратами у Другій світовій війні друге місце після Росії (8 млн осіб, або 19,1 % від усього населення). На третьому місці — Німеччина (6,5 млн осіб або 9,1 %), далі йдуть Польща (5 млн осіб або 19,6 %), Білорусь, Японія, Югославія, Франція, Італія, Румунія та інші.

### Голодомор в Українській РСР у 1946—1947, повстанська боротьба в Західних областях України 1944—1955
Про смертність від Голодомору 1946—1947 роках в УРСР офіційних даних немає. У пошуках порятунку в ті роки люди змушені були покидати рідні оселі, багато хто з них загинув за межами республіки, а тому відомості про їхню смерть не потрапили до реєстрів відділу запису актів громадянського стану (ЗАГС) УРСР. Характер демографічної статистики (передусім — відсутність перепису населення) не дає змоги виявити втрати, спричинені голодом. Експертні ж оцінки про загибель 1—2 млн осіб, очевидно, багаторазово завищені. Наявні джерела не дають змоги обґрунтувати ці цифри.
Наслідки післявоєнного опору Організації українських націоналістів і Української повстанської армії радянізації західних областей були трагічними. У Постанові Президії ЦК КПРС «Про політичний і господарський стан західних областей Української РСР» від 26 травня 1953 року вказувалося, що за період з 1944 до 1952 рр. різним репресіям у регіоні було піддано до 500 тис. осіб, у тому числі заарештовано понад 134 тис., убито — понад 153 тис., вислано за межі УРСР — понад 203 тис. Майже третина висланих на спецпоселення до Сибіру загинула.

### Депортації кримських народів
Демографічні втрати населення Кримської області під час Другої світової війни враховані в наведених вище підрахунках по УРСР. Окремо слід зазначити, що національний склад населення Криму зазнав у цей час докорінних змін внаслідок депортації і голокосту. За всесоюзним переписом 1939 року, росіяни у складі населення Криму становили 49,6 %, кримські татари — 19,4, українці — 13,7, євреї — 5,8, німці — 4,6 %. Під час війни загальна чисельність населення різко скоротилася.
У серпні 1941 року чекісти здійснили першу депортацію за національною ознакою. Вони вивезли з Криму близько 50 тис. німців (див. Депортація радянських німців під час Другої світової війни), які оселилися тут здебільшого з часів імператриці Катерини II. Формулювання звинувачень було на всіх одне: «пособництво гітлерівським загарбникам».
Під час окупації Криму гітлерівці знищили тут 25 тис. євреїв. Загинули практично всі, хто не зміг або не побажав евакуюватися. Разом з євреями знищувалися представники нечисленної національності — кримчаки, яких нацисти зараховували до «єврейської раси», оскільки з давніх часів ті сповідували юдаїзм.
За постановами Державного комітету оборони СРСР від 11 травня і 2 червня 1944 року з Криму були виселені кримські татари, болгари, греки та вірмени (див. Депортація кримських татар, Депортація кримських народів у СРСР). Сумарна кількість висланих на спецпоселення в Узбекистан становила 228 тис. осіб.